# Lijst van Senegalese autosnelwegen

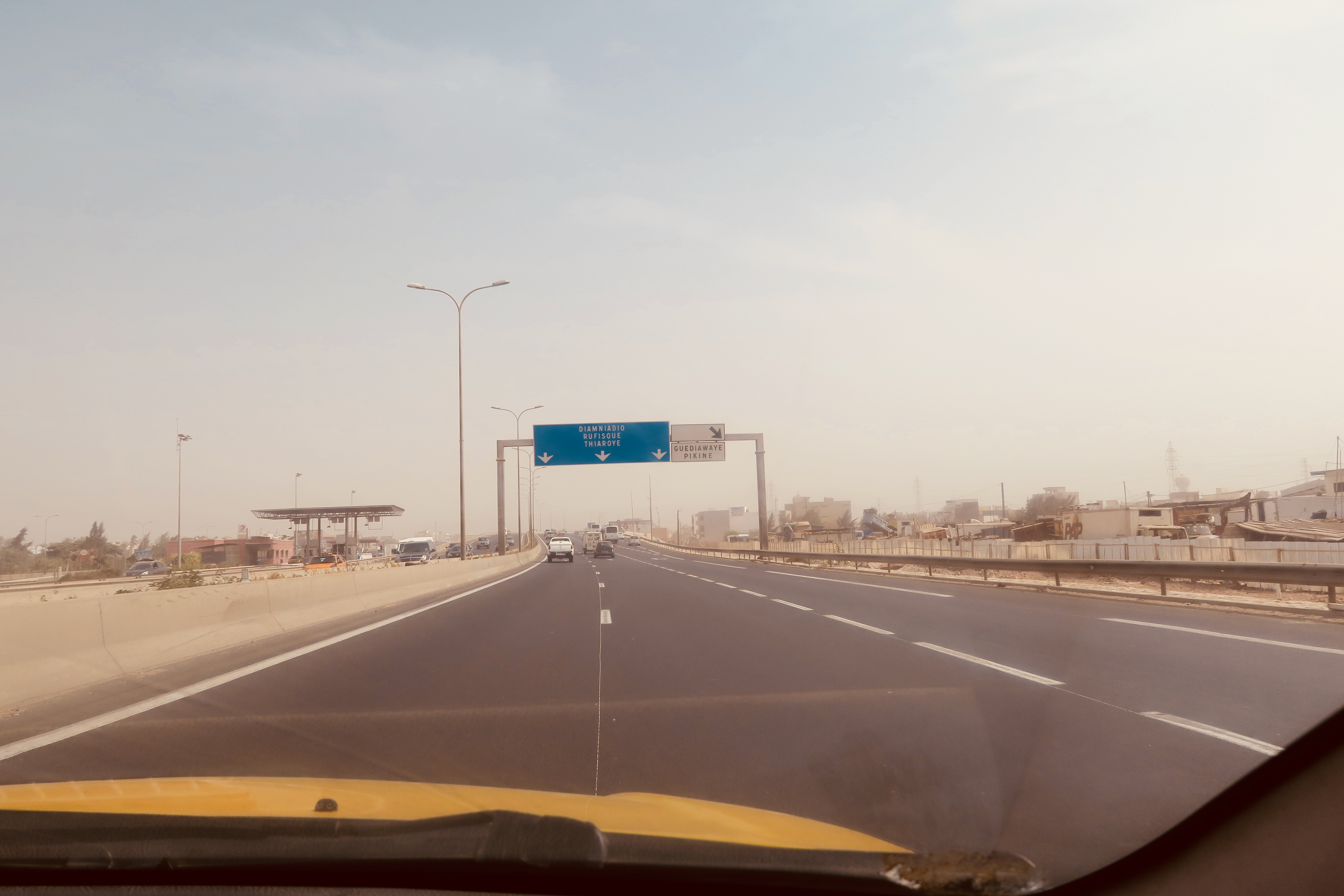
De A1

Hieronder volgt een lijst van autosnelwegen (autoroute) in Senegal.
| Schild | Nummer of naam              | Route                 | Lengte                                                                    |
| ------ | --------------------------- | --------------------- | ------------------------------------------------------------------------- |
|        | A1 of Autoroute de l'Avenir | Dakar-Thiadiaye       | 149 km (op 4 juni 2025 werd het deel tussen M'Bour en Thiadiaye geopend). |
|        | A2 of Autoroute Ila Touba   | Dakar-Touba (Senegal) | 124 km                                                                    |
|        | A3 of Autoroute Côtière     | Dakar-Saint-Louis     | gepland 200 km (tegen 2026)                                               |